# Карл Людвиг (граф Нассау-Саарбрюккена)
Карл Людвиг Нассау-Саарбрюккенский (нем. Karl Ludwig von Nassau-Saarbrücken; 6 января 1665, Саарбрюккен — 6 декабря 1723, Идштайн) — граф Нассау-Саарбрюккена в 1713—1723 годах.

## Биография
Карл Людвиг — сын графа Густава Адольфа Нассау-Саарбрюккенского и графини Элеоноры Клары Гогенлоэ-Нейенштейнской. Воспитывался братом матери Вольфгангом Юлием Гогенлоэ-Нейенштейнским, учился в Тюбингене и Париже.
В Великую Турецкую войну служил офицером в армии императора Леопольда I. После смерти брата Людвига Крафта Нассау-Саарбрюккенского в 1713 году унаследовал Нассау-Саарбрюккен. В том же году женился на Кристиане Шарлотте Нассау-Отвейлерской, дочери кузена Фридриха Людвига Нассау-Отвейлерского.
Граф Карл Людвиг способствовал индустриализации своих владений. В Варндте развивалось стекольное производство, основанное ещё гугенотами при Людвиге II. В 1719 году в Зульцбахе началась добыча соли и появилась градирня. Имя графа Карла Людвига носит современный французский Карлен.
После смерти графа Георга Августа Самуэля Нассау-Идштейнского в 1721 году граф Карл Людвиг управлял идштейнско-висбаденскими владениями вместе с кузеном-тестем Фридрихом Людвигом Нассау-Отвейлерским. Для этого в 1722 году он временно переносит свою резиденцию в Висбаден, но вскоре возвращается в Саарбрюккен, а затем поселяется в Идштайне. Карл Людвиг похоронен в местной дворцовой церкви, а в дворцовой церкви в Саарбрюккене ему установлено надгробие. Оба сына графа Карла Людвига умерли в младенческом возрасте, власть в Нассау-Саарбрюккене перешла его тестю Фридриху Людвигу Нассау-Отвейлерскому.

## Потомки
- Фридрих Карл (1718—1719)
- Людвиг Карл (1720—1721)